# Aartsbisdom Bombay
Het aartsbisdom Bombay (Latijn: Archidioecesis Bombayensis) is een rooms-katholiek aartsbisdom met als zetel Mumbai (voorheen Bombay), in India. De aartsbisschop van Bombay is metropoliet van de kerkprovincie Bombay, waartoe ook de volgende suffragane bisdommen behoren:
- Kalyan (Syro-Malabar)
- Nashik
- Poona
- Vasai

## Geschiedenis
Het aartsbisdom werd opgericht in 1637, als het apostolisch vicariaat Idalcan, ook wel Bijapur of Deccan genoemd, uit delen van het aartsbisdom Goa. In 1669 veranderde het van naam naar apostolisch vicariaat Great Mogul. In 1820 veranderde het nogmaals van naam naar apostolisch vicariaat Bombay. Op 1 september 1886 werd het verheven tot aartsbisdom. 

## Parochies
Het aartsbisdom had in 2022 een oppervlakte van 9.731 km2 en telde 21.691.116 inwoners waarvan 2,3% rooms-katholiek was.

## Ordinarii

### Apostolisch vicarissen
- Matthieu de Castro Malo (14 november 1637 - 1669)
- Custodio do Pinho (14 januari 1669 - 1696)
- Fernand Palma d'Artois (20 september 1696 - 3 januari 1701)
- Giovanni Maria de Leonardi (28 april 1704 - 1707)
- Antonio Baistrocchi (12 mei 1708 - 15 mei 1726)
- Pedro Alcántara de la Santísima Trinidad (28 januari 1728 - 3 november 1744)
- Joannes Antonius Stratman (19 januari 1746 - 6 juni 1753)
- Joannes Dominicus Chiavassa (15 juni 1756 - 25 januari 1772)
- Giorgio Antonio Vareschi (15 mei 1773 - 6 januari 1785)
- Angelin Geiselmayer (12 augustus 1785 - 12 juli 1786)
- Victorius Schweizer (9 november 1787 - 31 mei 1793)
- Antonio Ramazzini (3 juni 1794  - 9 oktober 1840)
  - Maurelio Stabellini (coadjutor: 2 mei 1815 - 26 mei 1827)
- Luigi Maria Fortini (9 oktober 1840  - 5 januari 1848; coadjutor sinds 8 augustus 1837)
- John Francis Whelan (5 januari 1848 - 4 augustus 1850; coadjutor sinds 7 juni 1842)
- Anastasius Hartmann (13 december 1849 - 25 juli 1858)
  - Ignazio Camillo Guglielmo Maria Pietro Persico (coadjutor: 8 maart 1854 - 19 december 1856)
- Walter Herman Jacobus Steins (18 december 1860 - 11 januari 1867)
- Johann Gabriel Léon Louis Meurin (4 juni 1867 - 1886)

### Aartsbisschoppen
- George Porter (21 december 1886 - 28 september 1889)
- Theodore Dalhoff (6 december 1891 - 12 mei 1906)
- Severino Noti (27 september 1906 - 17 januari 1907)
- Hermann Jürgens (28 mei 1907 - 28 september 1916)
- Alban Goodier (15 december 1919 - 1 oktober 1926)
- Joachim Rodrigues Lima (4 mei 1928 - 21 juli 1936)
- Thomas Roberts (12 augustus 1937 - 4 december 1950)
- Valerian Gracias (4 december 1950 - 11 september 1978; hulpbisschop sinds 11 april 1946; kardinaal in 1953)
  - Longinus Gabriel Pereira (hulpbisschop: 5 mei 1955 - 13 december 1986)
  - William Zephyrine Gomes (hulpbisschop: 18 maart 1961 - 12 juni 1967)
  - Winnibald Joseph Menezes (hulpbisschop: 29 november 1967 - 10 juli 1976)
- Simon Ignatius Pimenta (11 september 1978 - 8 november 1996; hulpbisschop sinds 5 juni 1971, coadjutor sinds 26 februari 1977; kardinaal in 1988)
  - Ferdinand Joseph Fonseca (hulpbisschop: 28 maart 1980 - 2 december 2000)
  - Bosco Penha (hulpbisschop: 15 mei 1987 - 14 januari 2012)
  - Thomas Dabre (hulpbisschop: 2 april 1990 - 22 mei 1998)
- Ivan Cornelius Dias (8 november 1996 - 20 mei 2006; kardinaal in 2001)
  - Percival Joseph Fernandez (hulpbisschop: 13 maart 2001 - 4 januari 2011)
  - Agnelo Rufino Gracias (hulpbisschop: 13 maart 2001 - 30 juli 2014)
- Oswald Gracias (14 oktober 2006 - 25 januari 2025; hulpbisschop: 28 juni 1997 - 7 september 2000; kardinaal in 2007)
  - John Rodrigues (hulpbisschop: 15 mei 2013 - 25 maart 2023)
  - Dominic Savio Fernandes (hulpbisschop: 15 mei 2013 - heden)
  - Allwyn D'Silva (hulpbisschop: 20 december 2016 - 13 mei 2023)
  - Barthol Barretto (hulpbisschop: 20 december 2016 - 30 december 2023)
- John Rodrigues (25 januari 2025 - heden; hulpbisschop: 15 mei 2013 - 25 maart 2023; aartsbisschop-coadjutor: 30 november 2024 – 25 januari 2025)

## Galerij van afbeeldingen

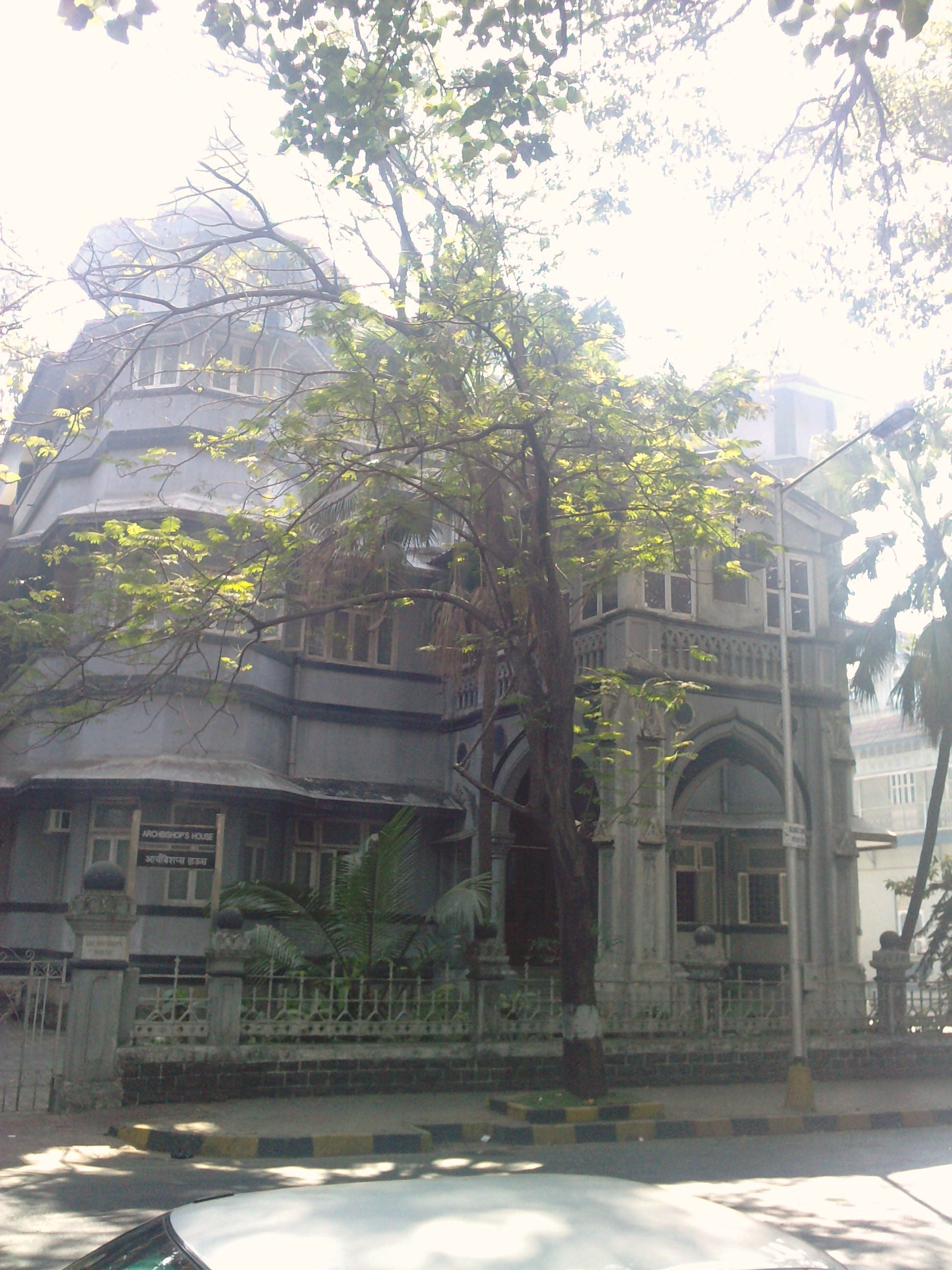
Huis van de aartsbisschop
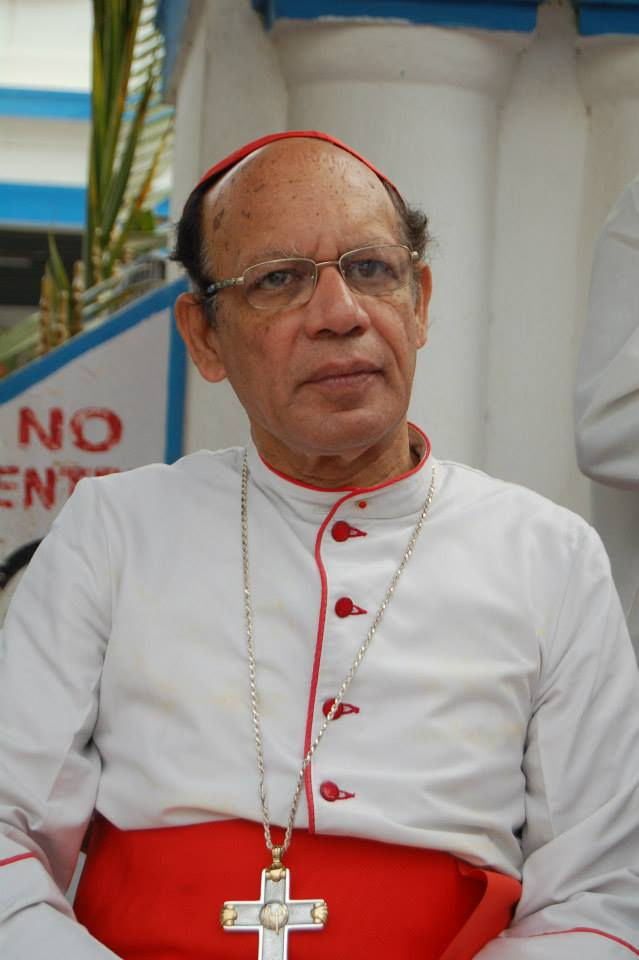
Aartsbisschop Oswald Gracias (2006-2025)

Bombay (aartsbisdom) · Kalyan (Syro-Malabar) · Nashik · Poona · Vasai